# Пресная вода
Пре́сная вода́ — противоположность морской воды, охватывает ту часть доступной воды Земли, в которой соли содержатся в минимальных количествах.
Вода, солёность которой не превышает 0,5 ‰, считается пресной. Ледяные массивы (к примеру айсберги) в полярных регионах и ледники содержат в себе наибольшую часть пресной воды Земли. Помимо этого, пресная вода существует в реках, ручьях, подземных водах, пресных озёрах, а также в облаках. По разным подсчётам доля пресной воды в общем количестве воды на Земле составляет 2,5—3 %.
Около 69 % запасов пресной воды содержится в виде льда.
В связи с расширяющимся загрязнением источников воды, ростом населения, освоением новых территорий встаёт задача искусственного получения пресной воды. Этого достигают:
- опреснением морской воды, в том числе солнечным опреснением;
- конденсацией водяных паров из воздуха, с использованием глубинной морской воды;
- конденсацией водяного пара в суточных аккумуляторах холода, в частности — естественного происхождения, таких как пещеры в прибрежных скалах.

Последний способ создаёт огромные природные запасы пресной воды в прибрежных районах ряда стран, которые были обнаружены недавно. Пласты с пресной водой иногда уходят под морское дно, а через трещины в непроницаемых слоях бьют пресные ключи.
Стоимость пресной воды становится такой высокой, что начат выпуск холодильных установок, получающих воду из влажного воздуха методом конденсации.

## Запасы пресной воды
| Вид                                | Объём, км³ | %     |
| Ледники, айсберги, постоянный снег | 24 000 000 | 68,7  |
| Подземная пресная вода             | 10 500 000 | 30,1  |
| Вечная мерзлота                    | 300 000    | 0,86  |
| Пресные озёра                      | 91 000     | 0,26  |
| Пары атмосферы                     | 12 900     | 0,04  |
| Реки                               | 2120       | 0,006 |
| Всего                              | 35 000 000 | 100   |

Распределение пресной воды по земному шару крайне неравномерно. В Европе и Азии, где проживает 70 % населения мира, сосредоточено лишь 39 % речных вод.
Россия по ресурсам поверхностных вод занимает ведущее место в мире. Только в уникальном озере Байкал сосредоточено около 20 % мировых запасов озёрной пресной воды и более 80 % запасов России. При общем объёме 23,6 тыс. км³ в озере ежегодно воспроизводится около 60 км³ редкой по чистоте природной воды.

## Перспективы использования
По данным ООН на начало 2000-х годов более 1,2 млрд людей живут в условиях постоянного дефицита пресной воды, около 2 млрд страдают от него регулярно. К середине XXI века численность живущих при постоянной нехватке воды превысит 4 млрд человек. В такой ситуации некоторые эксперты говорят о том, что главное преимущество России на долгосрочную перспективу — водные ресурсы, а производство водоёмкой продукции может стать доминирующим направлением развития российской экономики.